# ضریب دسترسی
ضریب دسترسی (انگلیسی: Availability factor) یک نیروگاه، نسبت زمانی است که آن نیروگاه می‌تواند در یک دوره زمانی برق تولید کند به زمان کل دوره زمانی.